# William Kent (Architekt)

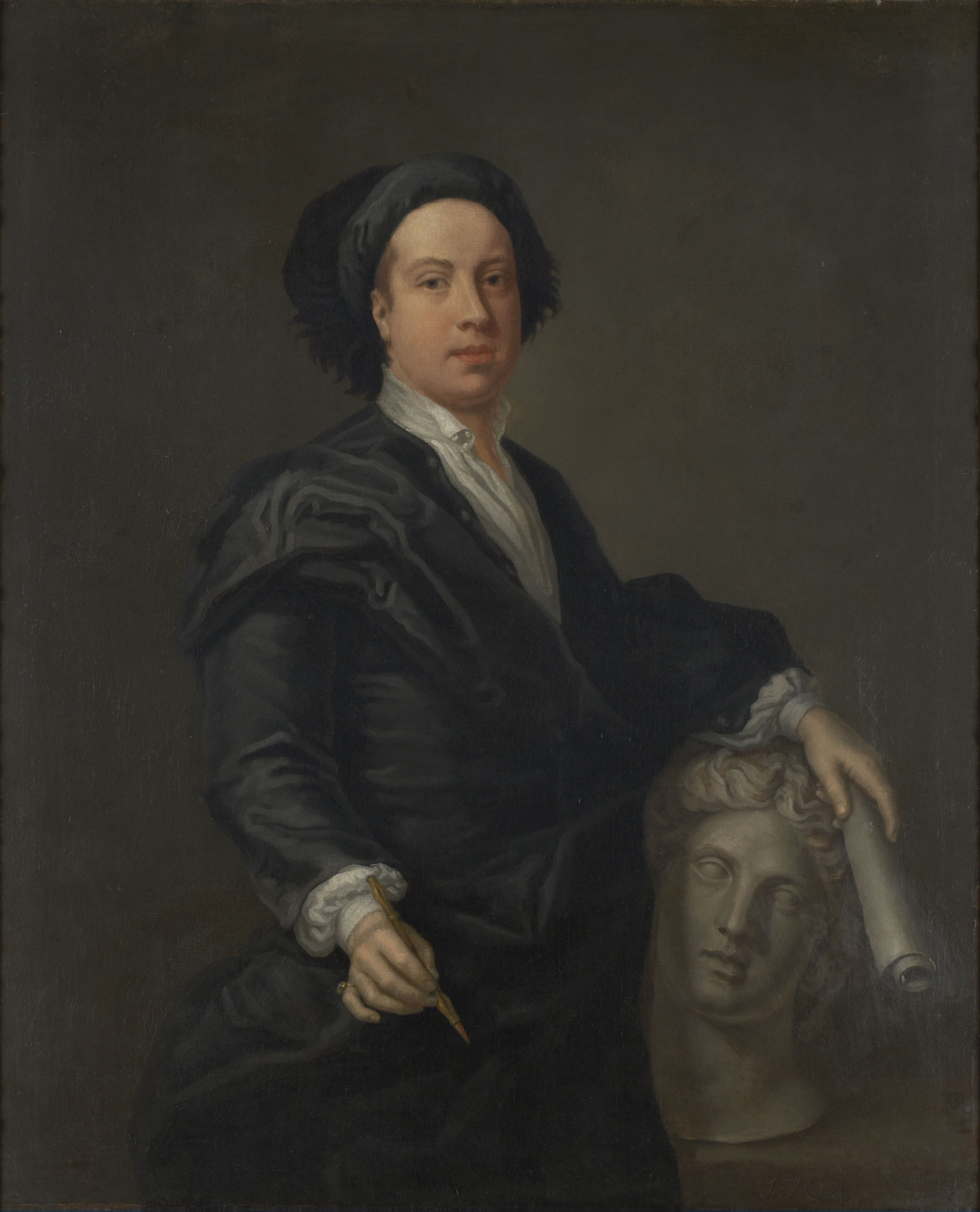
William Kent

William Kent (* 1685 in Bridlington, Yorkshire; † 12. April 1748 in London) war ein ausgebildeter Landschaftsmaler, führender englischer Architekt, Gartengestalter und Innenarchitekt des 18. Jahrhunderts.

## Leben
Kent baute im Stil des Klassizistischen Barock und schuf auch Gebäude in der damals modischen Spielart des palladianischen Stils.
Zu Kents Bauten gehören als Frühwerke das Rousham House in Oxfordshire, einschließlich seines Landschaftsgartens, und das Burlington House in London (1719 für Lord Burlington in Piccadilly erbaut, unter Zusammenarbeit mit James Gibbs und Colen Campbell).
Hauptwerke sind das Chiswick House (1720–30 im palladianischen Stil für Lord Burlington), die Royal Mews bei Charing Cross (vor der Verlegung an den heutigen Standort, Umbau von 1732) und die Horse Guards (nach seinen Plänen posthum ab 1751 errichtet).
Holkham Hall wurde 1726 durch Matthew Brettingham nach den von Burlington und Kent formulierten Idealen und Richtlinien des Palladianismus entworfen, Kent selbst gestaltete im Inneren die 15,2 Meter hohe Marmorhalle, mit der er eine römische Basilika nachempfand, wobei das Hauptmaterial für die Verkleidungen allerdings Alabaster aus Derbyshire ist.
Kent gilt außerdem als Wegbereiter des Englischen Landschaftsgartens und schuf nach dem Vorbild des Malers Claude Lorrain idealtypische Modelle für die Planung seiner offenen, unbegrenzten Parklandschaften, in denen er die einzelnen Abschnitte allein durch Gräben begrenzte (die ersten Ha-Has schuf Charles Bridgeman gemeinsam mit Kent in Houghton Hall). Er bereicherte die Parks mit architektonischen Elementen, sogenannten Staffagebauten, etwa kleinen offenen Tempeln (Monopteren), die meist auf Hügeln errichtet waren und zum Verweilen und Meditieren einluden. In der nächsten Generation perfektionierte dann Lancelot Brown den Englischen Landschaftsgarten, wozu er sich der von William Kent entwickelten Technik der clumps and dots bediente, bei der auf dem weitläufigen Gelände durch einzelne Bäume (dots, Punkte) und Baumgruppen (clumps) ein natürlich malerischer Eindruck erzeugt wird.
An dem berühmten Landsitz Stowe House des Lord Cobham in Stowe (Buckinghamshire) wirkte er an der Gestaltung des Herrenhauses und seiner Gartenanlage mit, gemeinsam mit den bekannten Architekten John Vanbrugh, Lancelot Brown, James Gibbs, Robert Adam, John Soane, Thomas Pitt sowie anderen Mitgliedern der Society of Dilettanti. Ab 1734 bis 1748 gestaltete er auch den Park von Claremont House neu. Er vergrößerte ihn unter Beteiligung von Thomas Greening und wandelte ihn in einen naturnahen Stil mit romantisierenden Elementen um. Ein Wasserkanal und das Rundbassin des Barockgartens wurden zu einem bogenförmigen See („Serpentine Lake“) umgestaltet. Auf einer Insel im See errichtete er um 1735 einen Pavillontempel sowie zwei weitere im Park (nur teilweise erhalten). Am Ufer des Sees platzierte Kent um etwa 1738–1740 einen dreibogigen Bau im palladianischen Stil mit einem künstlichen Wasserfall (nicht erhalten).
Großen Einfluss erlangte er durch die Herausgabe der Zeichnungen Inigo Jones’.
Er schuf auch zahlreiche Innenausstattungen und Möbel, beispielsweise für Houghton Hall (für Premierminister Sir Robert Walpole), Holkham Hall, Rousham House, und Hampton Court Palace. Er wurde zeit seines Lebens von Richard Boyle, 3. Earl of Burlington protegiert.

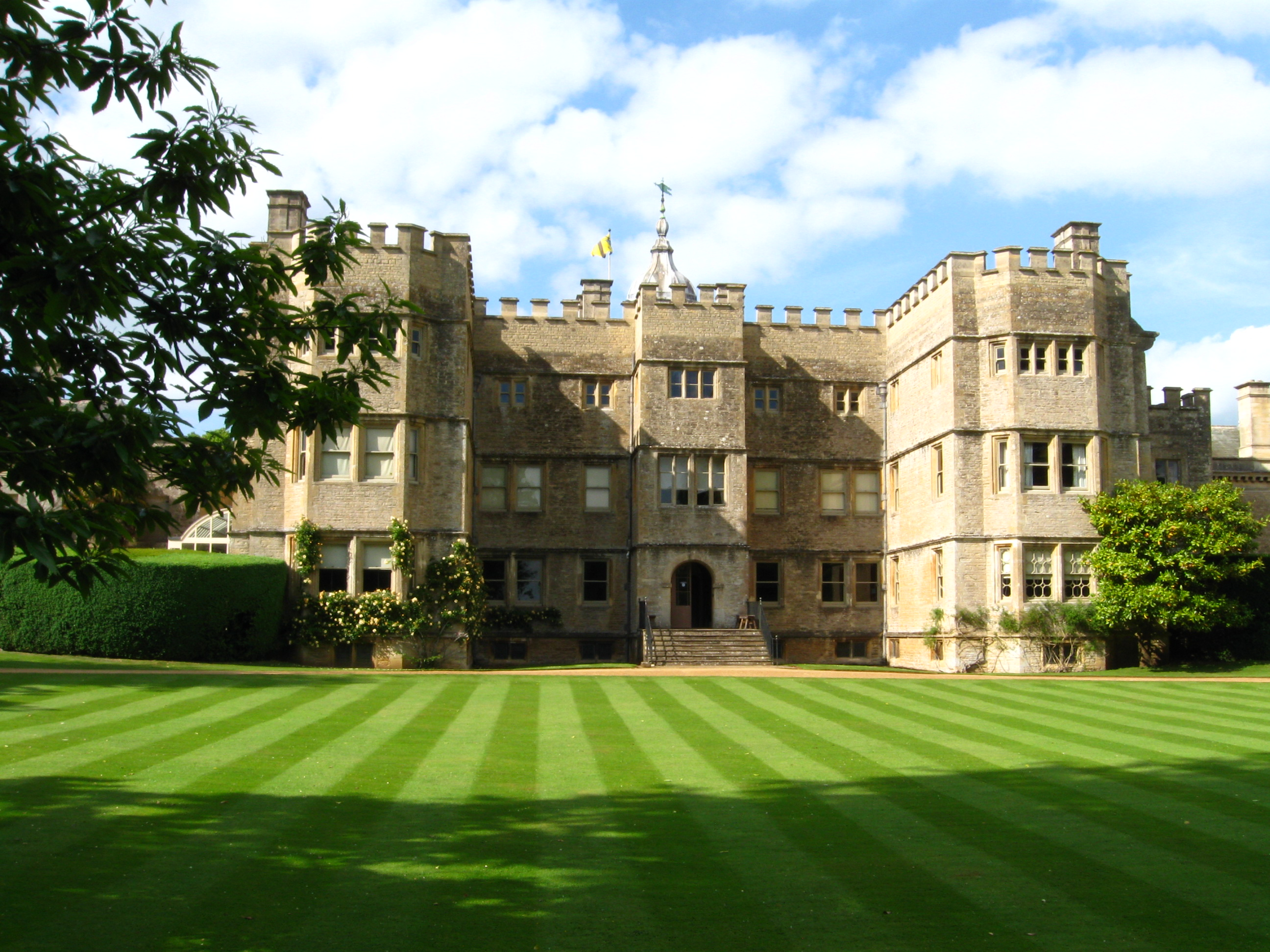
Rousham House
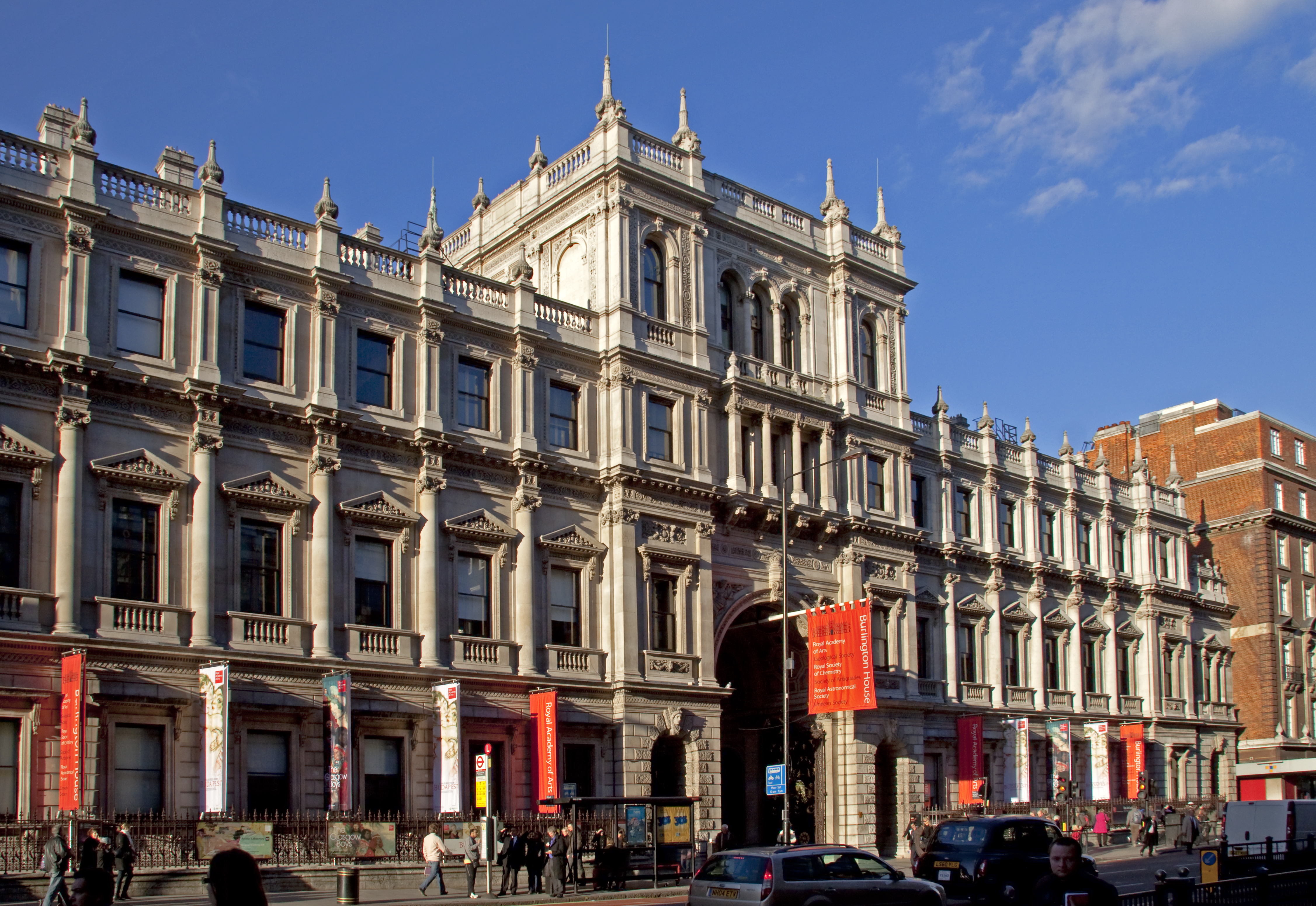
Burlington House, London-Picadilly
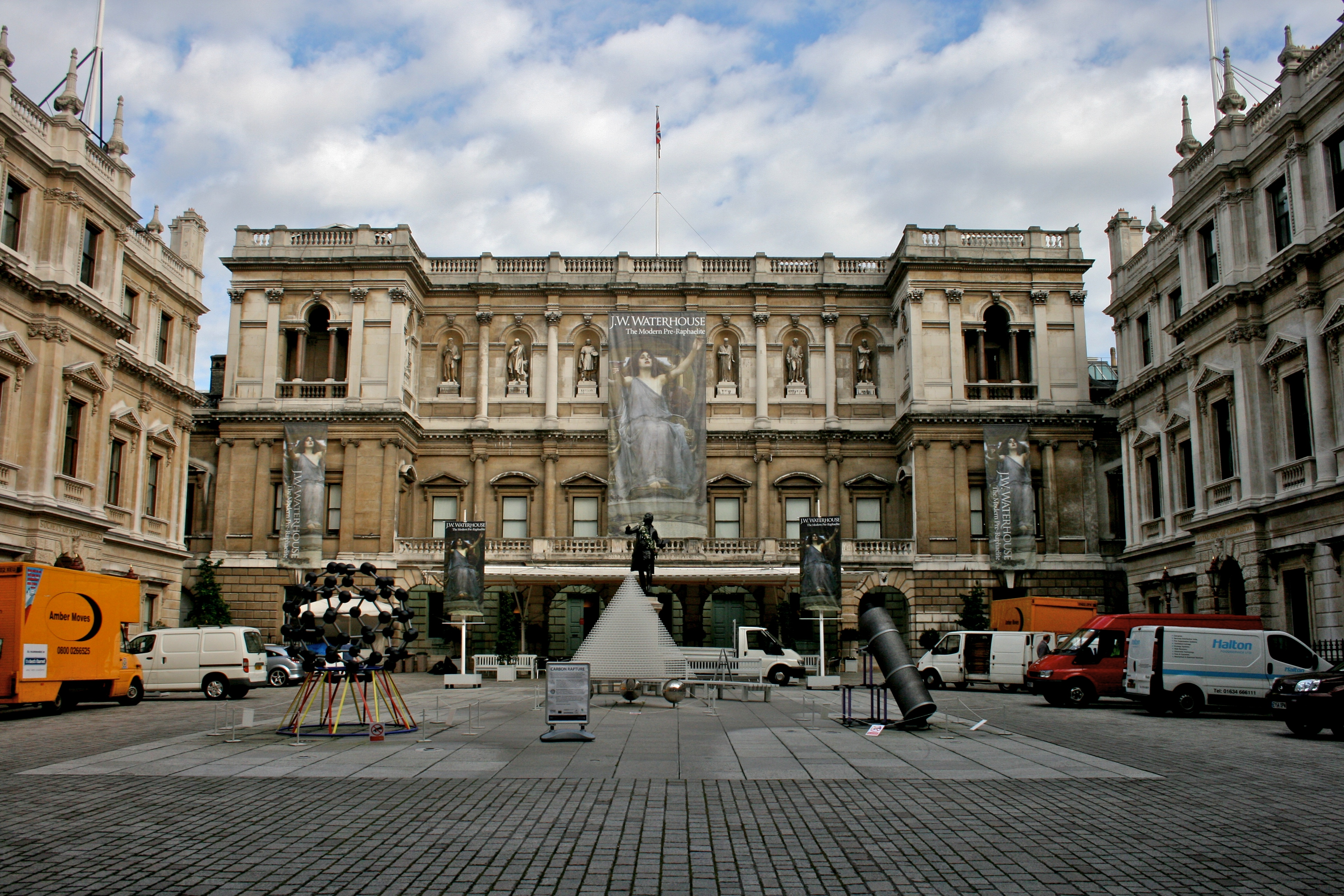
Innenhof Burlington House
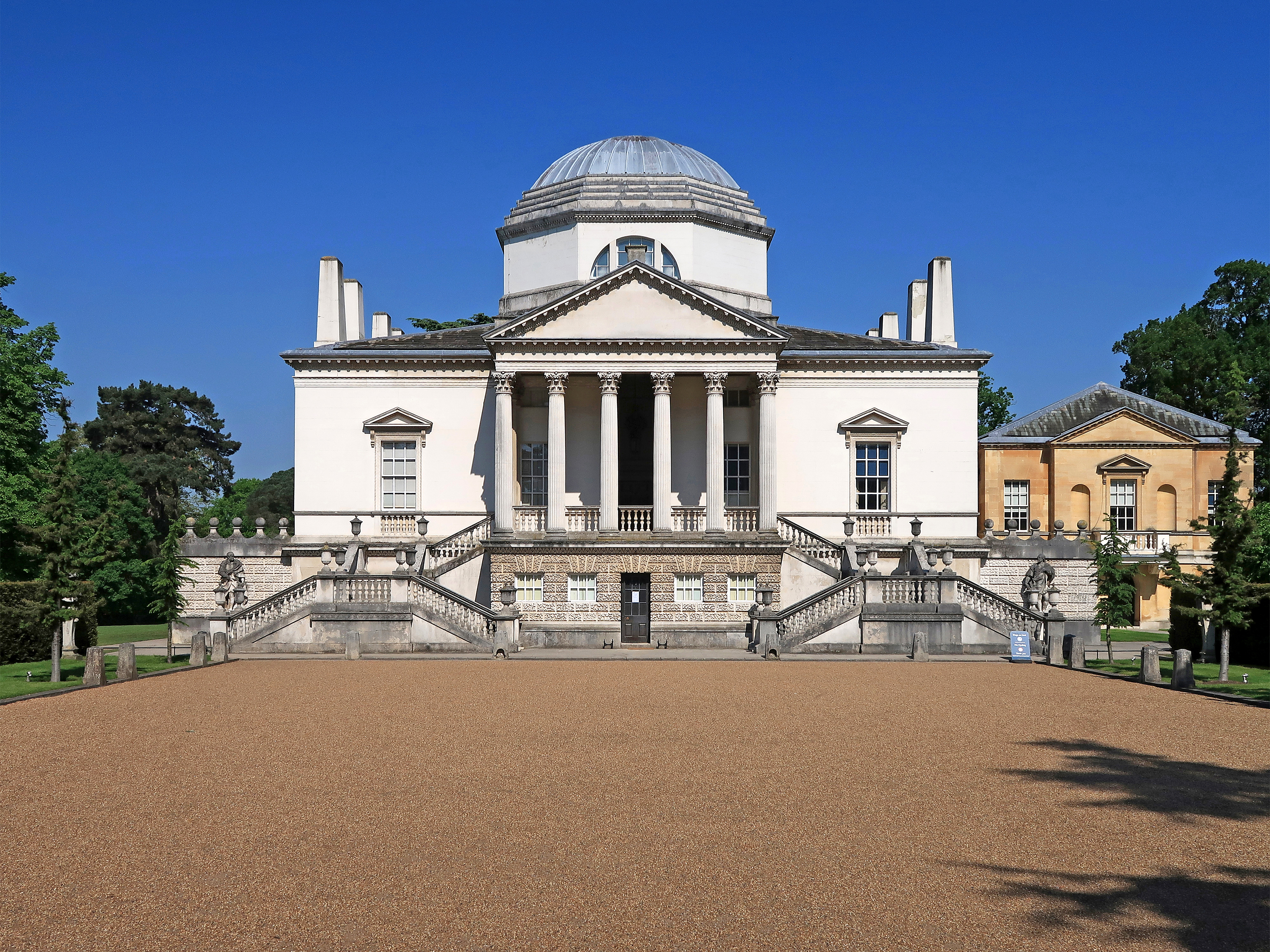
Chiswick House
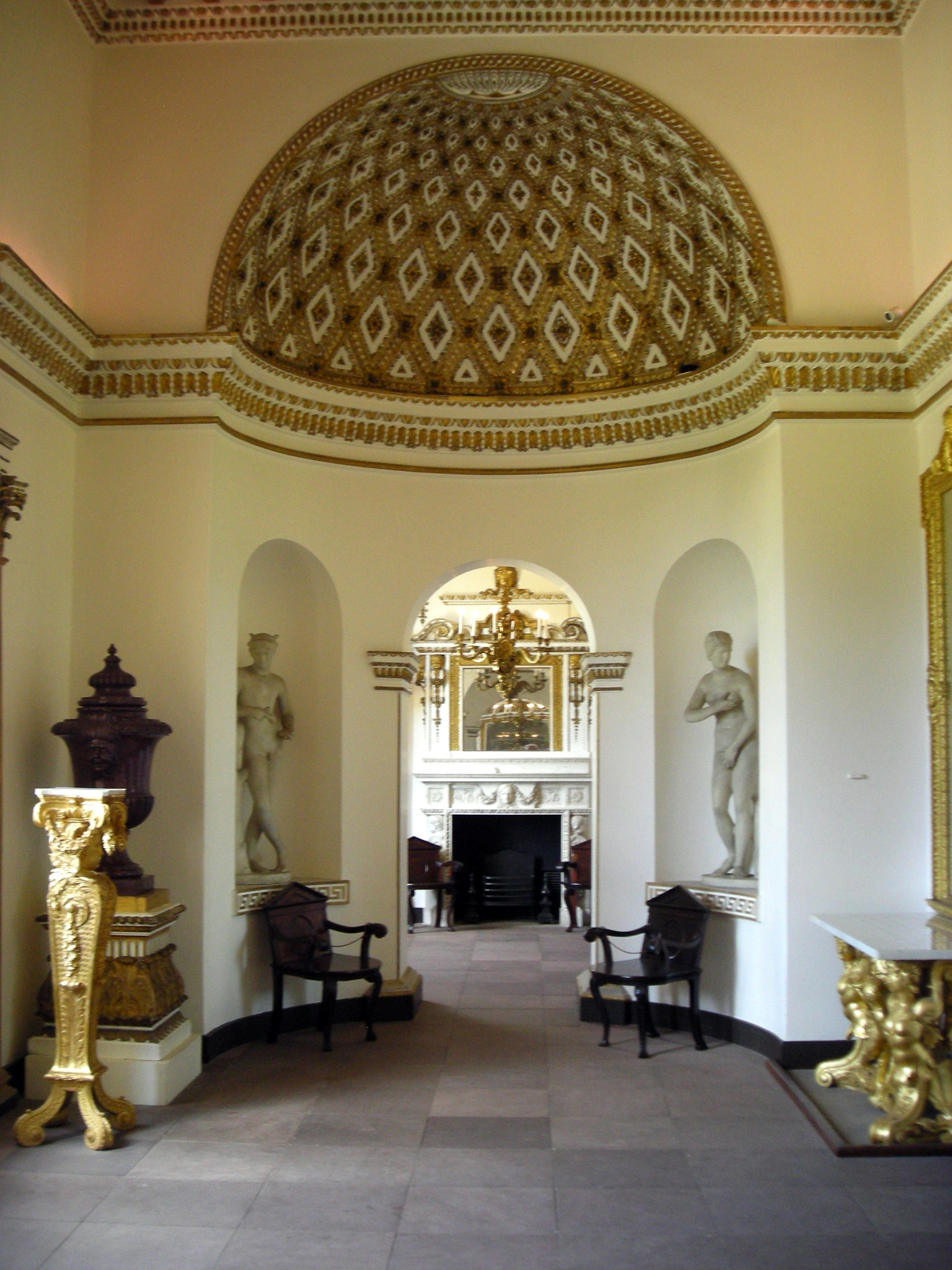
Galerie im Chiswick House
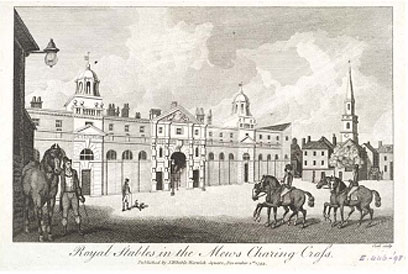
The Mews bei Charing Cross
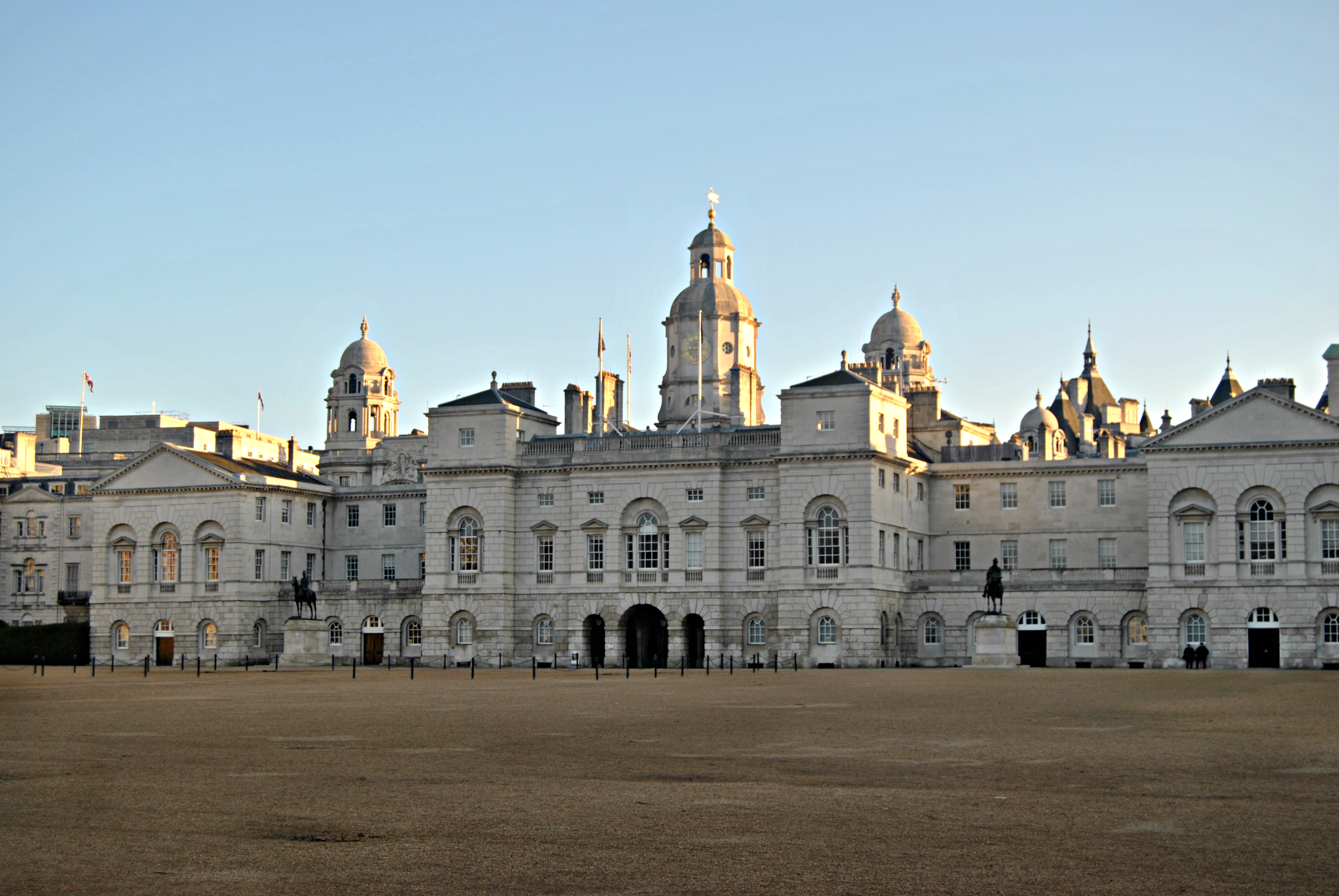
Horse Guards-Gebäude
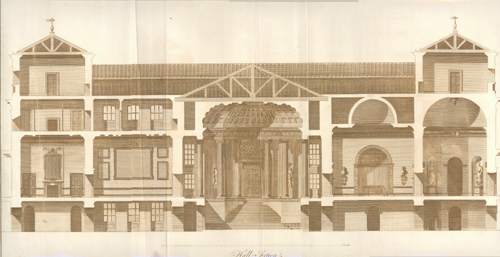
Querschnitt durch die vorderen Räume von Holkham Hall
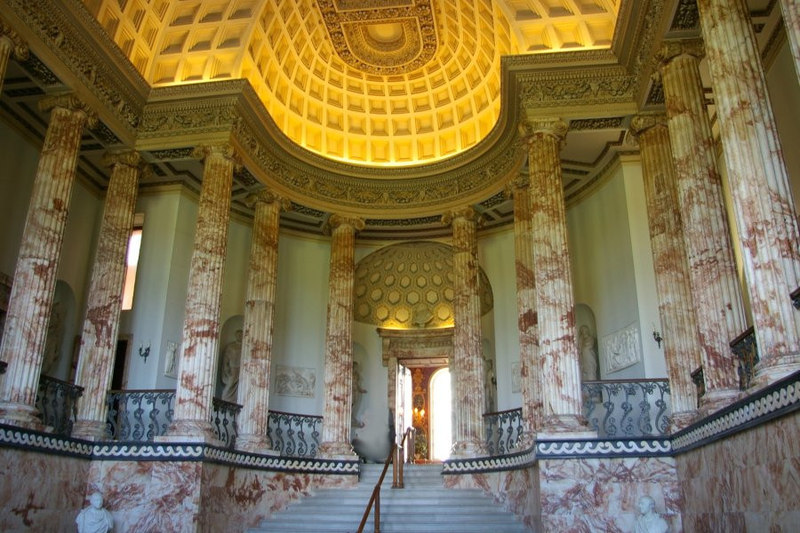
Die Stone Hall in Holkham Hall
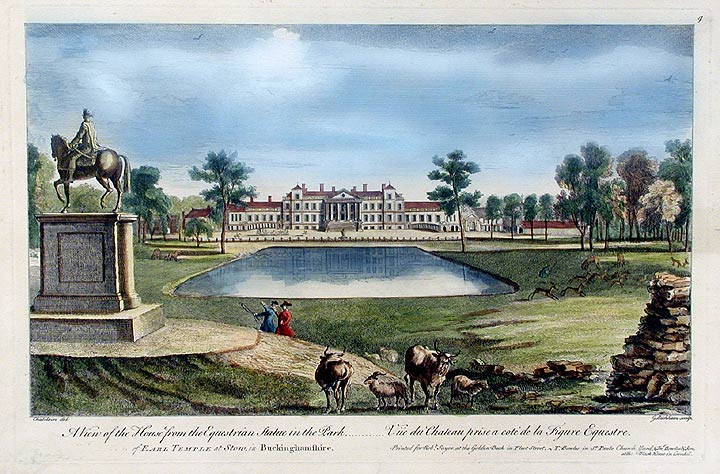
Stowe House (Abbildung von 1750)
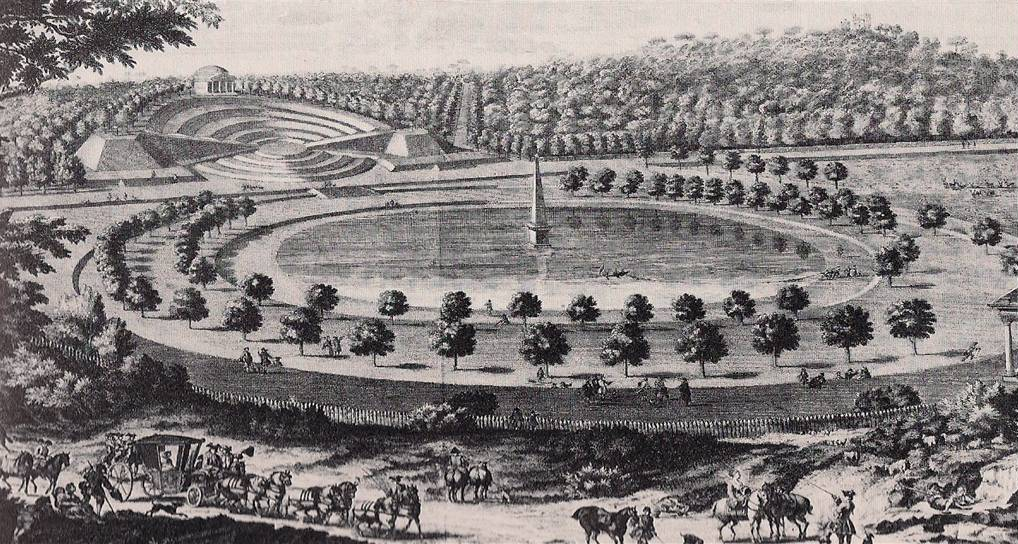
Park von Claremont House
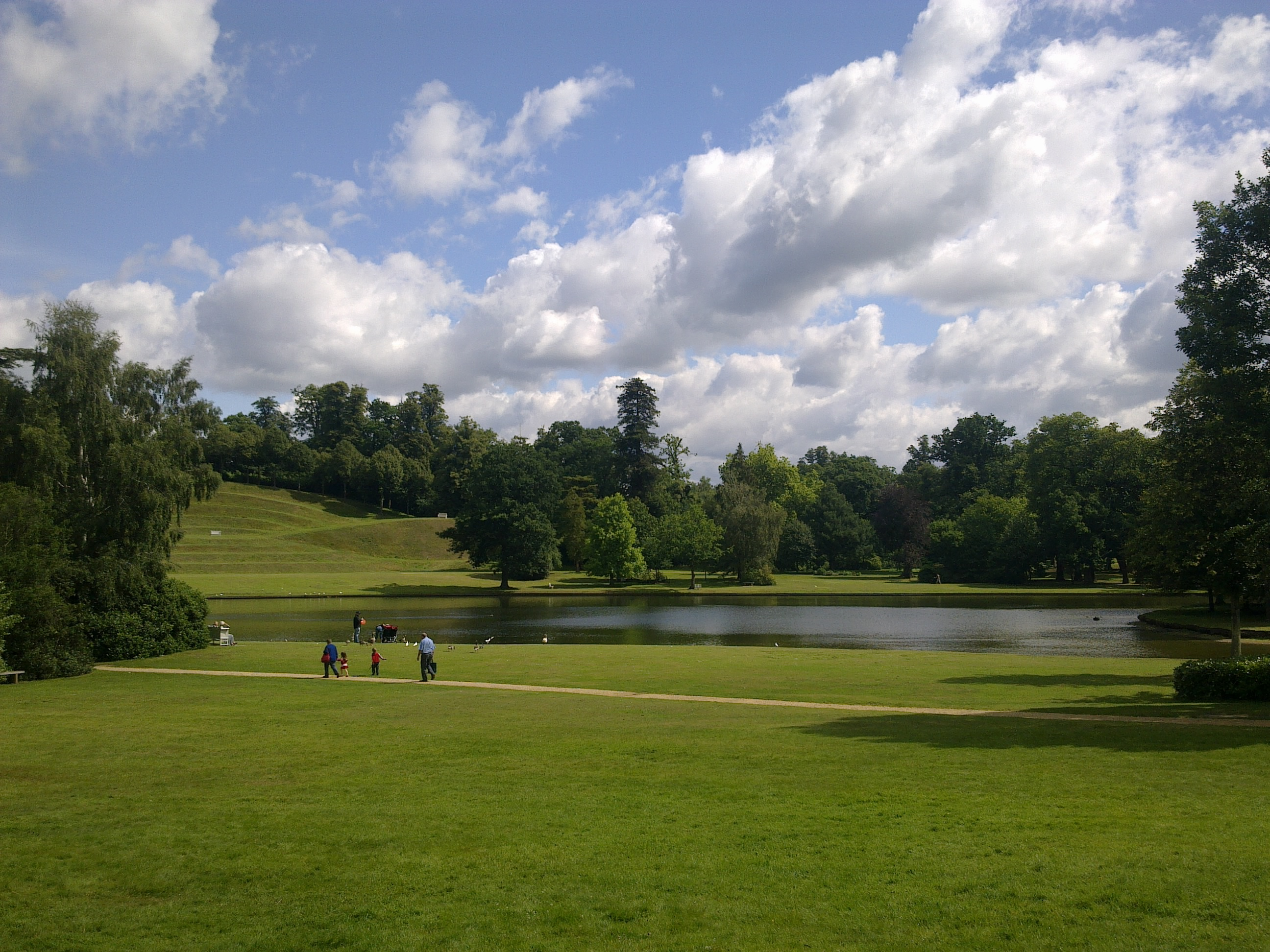
Park Claremont heute
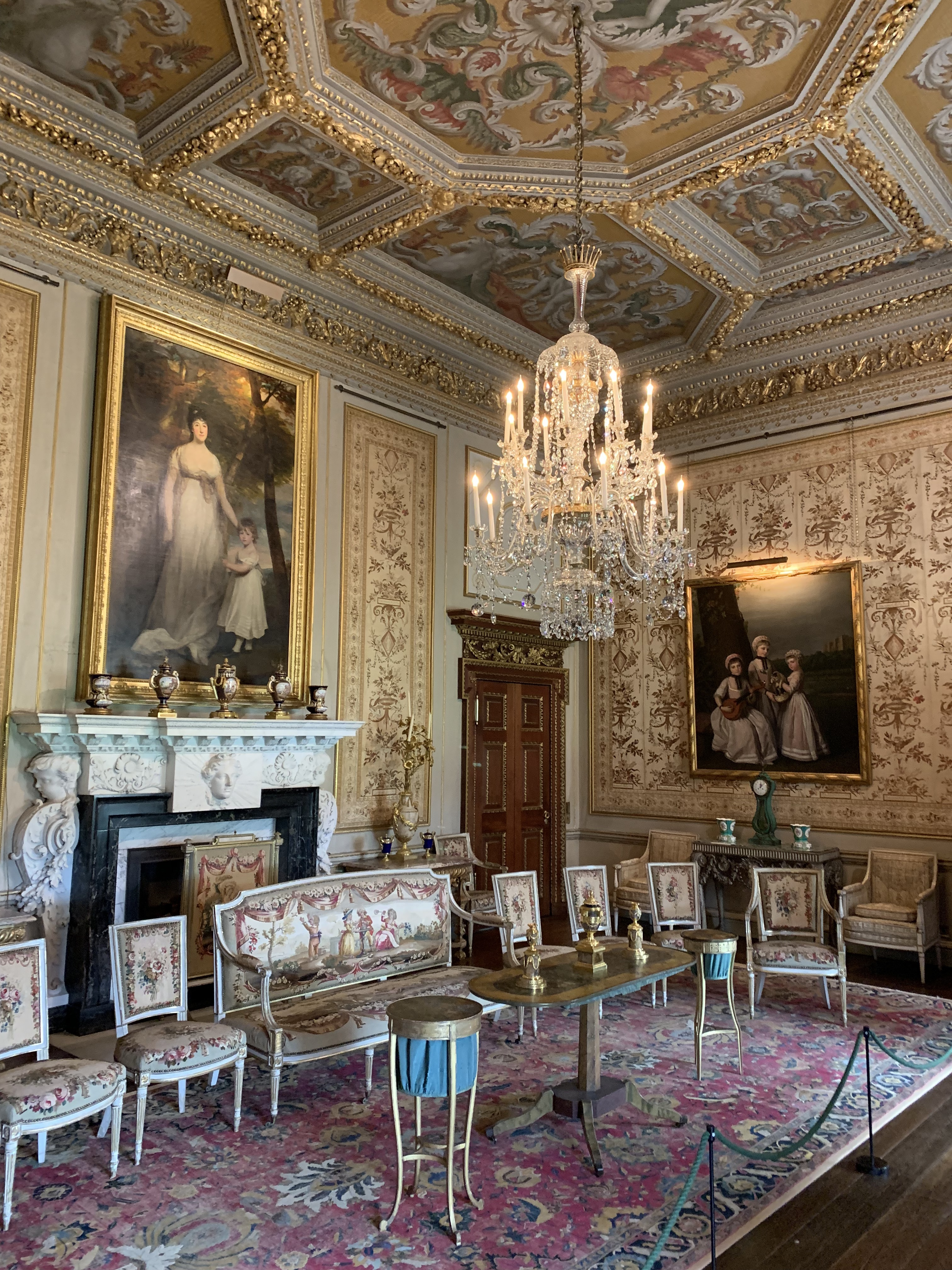
White Drawing Room in Houghton Hall

## Werke
- Inigo Jones: The designs of Inigo Jones: consisting of plans and elevations for publick and private buildings, London 1727 (Digitalisat).

## Ausstellungen
- 2013: William Kent. Designing Georgian Britain. Victoria & Albert Museum, London. Katalog.[2]